# Uozato Naoya
Naoya Uozato (sinh ngày 3 tháng 8 năm 1995) là một cầu thủ bóng đá người Nhật Bản.

## Sự nghiệp câu lạc bộ
Naoya Uozato đã từng chơi cho Cerezo Osaka.